# جبل النبي شعيب
 جبل النبي شعيب ويُعرف أيضًا بجبل حضور في الجمهورية اليمنية وهو أعلى قمة في الجزيرة العربية والشام. يقع في مديرية بني مطر، محافظة صنعاء على طريق الحديدة ويرتفع عن سطح البحر بـ 3666م، يتضمن الجبل أثارًا وهي مسجدٌ وقبّة، يُقال أن بها ضريح النبي شُعيب. وهو من أعلى القمم من حيث البروز الطبوغرافي في العالم، وثالث أبرز القمم في الشرق الأوسط. يبلغ عدد سكان جبل النبي شعيب 4615 نسمة حسب تعداد عام 2004.

## التسمية
سُمي الجبل على النبي شُعَيْب بْن مَهْدَم بْن ذِي مَهْد ٱلْحَضُوْرِي. وهو يختلف عن شعيب مدين. وبحسب الهمداني، فقد أُرسل إلى أهل مخلاف حضور، لكنهم قتلوه، فأرسل الله بختنصر الذي دمر بلادهم. يُعتقد أن قبره يقع على قمة الجبل. ويسمى الجبل أيضًا بجبل حضور لأنه يقع في منطقة مخلاف حضور.

## الوصف
يبلغ ارتفاع الجبل 3666 مترًا (12.028 قدمًا)، ويقع بالقرب من العاصمة اليمنية صنعاء. على مسافة متساوية تقريبًا مع ثاني أعلى قمة في اليمن، جبل الطِّيَال. قد يبدو الجبل وكأنه ربوة صخرية من مركز المراقبة، كما هو الحال على طريق صنعاء-الحديدة، ولكن من وجهه الغربي، فهو جبل ضخم يرتفع من حوالي 1500 إلى 1600 متر (4900-5200 قدم). هذا الجانب من الجبل يعترض السحب المثقلة بالأمطار، مما يجعل هذا الجانب خصبًا نسبيًا. على قمة الجبل يوجد موقع عسكري به رادار.

## الجيولوجيا
يعتبر الجبل جزءًا بارزًا من سلسلة البراكين الثلاثية، والتي تتكون من أجزاء كبيرة من المرتفعات اليمنية. تم أخذ عينات من صخوره وتحليلها ودراستها بالتفصيل من قبل عالم المعادن الألماني ديتر. فوكس. شرح بعمق في الكيمياء الجيولوجية والخصائص البتروجينية ووضع أطروحة حول تكوين هذه السلسلة الجيولوجية.

## صور

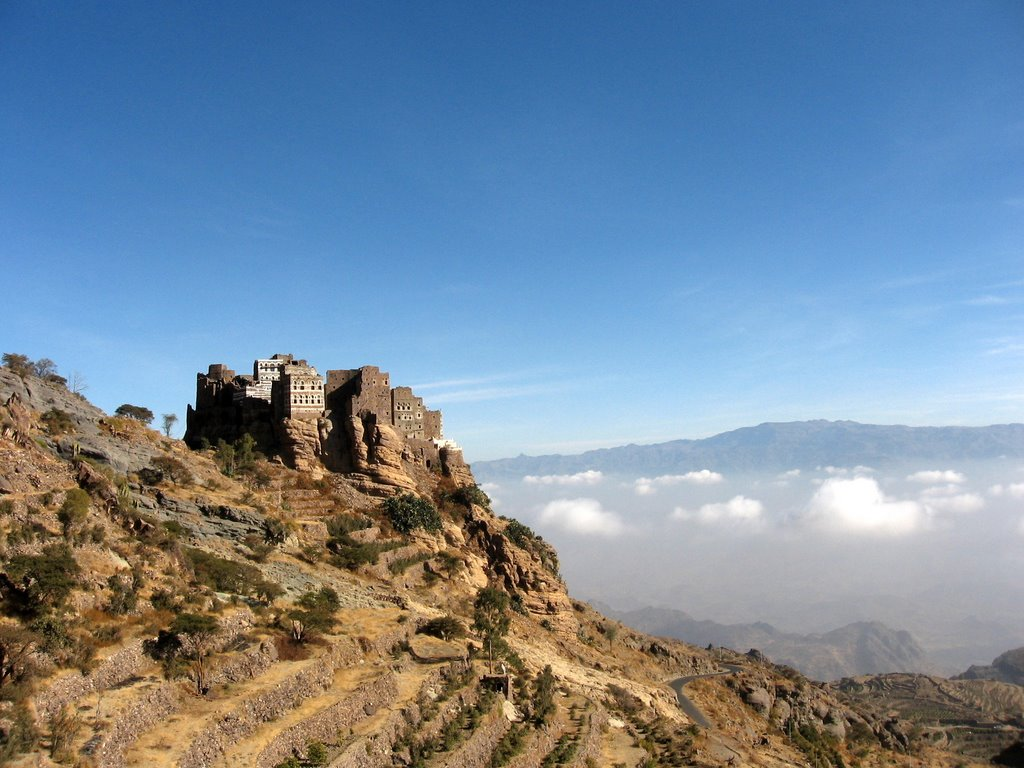
الجبل (الخلفية) كما يُنظر إليه من جانب الجبل المتدرج في محافظة المحويت
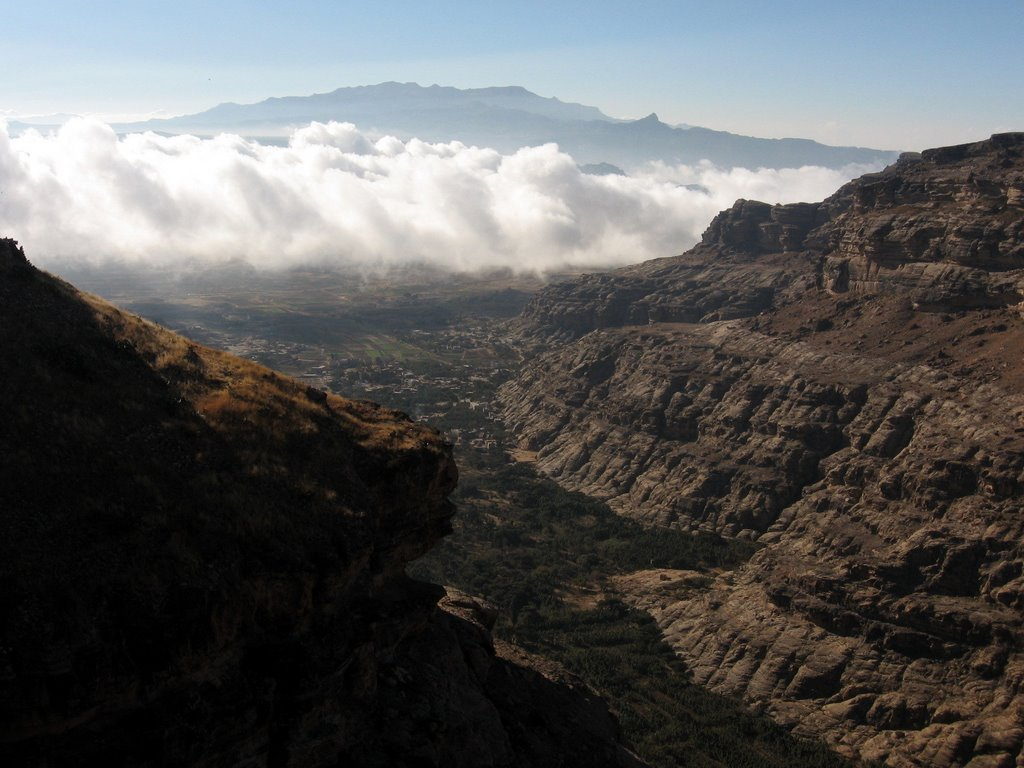
كما يظهر من كوكبان بمحافظة المحويت

## وصلات خارجية
- "Jabal an Nabī Shu‘ayb, Yemen" on Peakbagger.com
- Mountain-forecast.com